# Pagedangan (Adiwerna)
Pagedangan is een bestuurslaag in het regentschap Tegal van de provincie Midden-Java, Indonesië. Pagedangan telt 5355 inwoners (volkstelling 2010).